# Великий Конопат
Великий Конопат (пол. Wielki Konopat) — село в Польщі, у гміні Швеці Свецького повіту Куявсько-Поморського воєводства.
Населення — 50 осіб (2011).
У 1975-1998 роках село належало до Бидгощського воєводства.

## Демографія
Демографічна структура станом на 31 березня 2011 року:
|          | Загалом | Допрацездатний вік | Працездатний вік | Постпрацездатний вік |
| -------- | ------- | ------------------ | ---------------- | -------------------- |
| Чоловіки | 20      | 9                  | 10               | 1                    |
| Жінки    | 30      | 10                 | 15               | 5                    |
| Разом    | 50      | 19                 | 25               | 6                    |